# Yan Balinec
Yan Balinec (La Flèche, 1928 - 10 augustus 2009) was een Frans schrijver en dichter.
Hij studeerde aan de militaire school en aan het seminarie van La Flèche en koos vervolgens voor een bestaan aan de kust van de oceaan, in Douarnenez, waar hij verhalen, poëzie en theater schreef.
Hij was tevens verantwoordelijk voor de "Éditions Remuage" in Douarnenez.

## Werk
- Bréviaire barbare, éditions remuage, 2004
- Dalc'homp plogo, éditions belenos, 2003
- L'état d'homme ou la nouvelle Celtie, éditions de l'Ascèse, 2003
- Jacob Boehme ou le cordonnier du ciel, Douarnenez : Remuage, 2000.
- Droits d'asile, Douarnenez : Remuage, 2000.
- Bois incrustés d'étain en Pays Celtiques : tradition et technique, Douarnenez : Ed. Remuage, [s.d.].
- Judickaêl, conte initiatique, éditions remuage, 1999
- Le fils de Judickaël ou les rois chômeurs, Vincent Jerome (17 februari 1996) ISBN 2908068524
- Chair âme, éditions remuage,
- Pondérale, voorwoord van Pierre-Jakez Hélias, Éditions An Anzer, 1991, ISBN 2908083124
- Le faux pli du drapeau - journal d'un objecteur, Paris Éditions mondiales, 1957.